# Тиморски елен
Тиморски елен (Rusa timorensis, също и Тиморски елен, както и Тиморски замбар) е вид бозайник от семейство Еленови (Cervidae). Видът е световно застрашен, със статут Уязвим.

## Разпространение и местообитание
Разпространен е в Индонезия.